# Un Noël en 8 bits
Pour plus de détails, voir Fiche technique et Distribution.
Un Noël en 8 bits (en anglais 8-Bit Christmas) est une comédie de Noël réalisée par Michael Dowse, sortie en 2021 au États-Unis. Son scénario par Kevin Jakubowski est inspiré du roman du même auteur.
Le film sort le 24 novembre 2021 sur HBO Max, recevant des critiques généralement favorables de la part des internautes[source insuffisante].

## Synopsis
Jake Doyle raconte à sa fille son aventure de jeune garçon de 10 ans pour obtenir sa première Nintendo en 1988. Alors que sa sœur a obtenu pour Noël une « vraie » poupée Cabbage Patch, ses parentes refusent de lui acheter des jeux vidéo, car ils les considèrent mauvais et préfèrent qu’il joue dans la rue. Mais cela n'arrêtera pas le jeune Jake et ses amis qui sont prêts à tout pour obtenir le dernier et la meilleure console de jeux vidéo de sa génération.

## Fiche technique
- Titre original : 8-Bit Christmas
- Réalisation : Michael Dowse
- Scénario : Kevin Jakubowski, d'après son livre 8-Bit Christmas
- Musique : Joseph Trapanese
- Photographie : Samy Inayeh
- Décor : Mike Léandro
- Montage : Trevor Ambrose
- Décors : Mike Leandro
- Création de costumes : Avery Plewes
- Production : Jonathan Sadowski, Trevor White, Allan Mandelbaum, Nick Nantell, Tim White
- Production délégué : Nikki Ramey, Kevin Jakubowski, Richard Brener, Celia Khong, Whitney Brown
- Sociétés de production : Star Thrower Entertainment, New Line Cinema, Warner Bros. Prictures
- Pays de production :  États-Unis
- Langue originale : anglais
- Genres : comédie, fantastique
- Durée : 92 minutes (1h32)
- Pays d'origine :  États-Unis
- Dates de sortie :
  -  États-Unis : 24 novembre 2021

## Distribution
- Winslow Fegley : Jake Doyle (garçon de 10 ans)
- Neil Patrick Harris : Jake Doyle (adulte)
- Steve Zahn : John Doyle
- June Diane Raphael : Kathy Doyle
- Sophia Reid-Gantzert : Annie Doyle
- Che Tafari : Mikey Trotter
- Santino Barnard : Evan Olsen
- Braelyn Rankins : Teddy Hodges
- Cyrus Arnold : Josh Jagorski
- Chandler Dean : Timmy Keane
- Jacob Laval : Conor Stump
- Tom Rooney : Dr. Timothy Keane Sr.
- David Cross : Dealer
- Kathryn Greenwood : Mrs. Hugo
- Louise Nicol : Miss Sherman
- David Maclnnis : Mr. Halberg
- James McDougall : Santa (Père Noel)
- Christy Bruce : Katie Doyle
- Kevin Dennis : Gary Gruseki